# Pedro Hernández "El Cartagenero"
Pedro Hernández "El Cartagenero" (San Javier, 21 de febrero de 1989), rejoneador español.

## Origen caballista
Se puede decir que desde la cuna Pedro está vinculado al mundo del caballo, pues su padre es un maestro de maestros en Doma Clásica y Doma Vaquera, siendo muchos los premios que José Hernández ha conseguido a lo largo de su ya dilatada trayectoria profesional; teniendo además en Cartagena una yeguada de gran prestigio.
Por lo que la relación y gran afición del joven rejoneador al mundo del caballo le viene de ascendencia. Desde muy niño Pedro ya destacó por sus excelentes condiciones como jinete. Sus primeros pasos en el mundo del rejoneo los dio de la mano del maestro Manuel Vidrié. Su presentación en público hizo vislumbrar su prometedor futuro, y sorprendió muy gratamente a profesionales y aficionados por su elegancia natural y seguridad en la cara del toro.

## Rejoneador
A nivel profesional torea un novillo a los 14 años. Debuta como rejoneador en el año 2005 con el siguiente balance: 27 festejos, 84 orejas y 11 rabos. Pedro tuvo una evolución meteórica, y mereció la atención de la Casa Bernal, por la que estuvo apoderado varias temporadas. La alternativa fue todo un acontecimiento en la Feria de Murcia de 2006, el 17 de septiembre, con un cartel de lujo, saliendo triunfador al cortar una oreja y dos orejas y rabo. Pablo Hermoso de Mendoza actuó de padrino y Andy Cartagena de testigo, se lidiaron toros de Fermín Bohorquez.
En su corta pero intensa carrera cuenta con tardes triunfales de mucho compromiso, significar un mano a mano con Andy Cartagena y su encerrona en solitario en Los Belones con toros de Arrucci. En 2009 un desafortunado y grave accidente entrenando en su finca le cortó la temporada. Pedro aprende en Navarra, junto a su maestro y amigo Pablo Hermoso de Mendoza.

## Trayectoria
- Temporada 2006: 42 festejos, 115 orejas y 13 rabos.
- Temporada 2007: 27 festejos, 80 orejas y 11 rabos.
- Temporada 2008: 41 festejos, 82 orejas, 8 rabos.
- Temporada 2009: 17 festejos, 41 orejas, 3 rabos.